# Lapis Satricanus

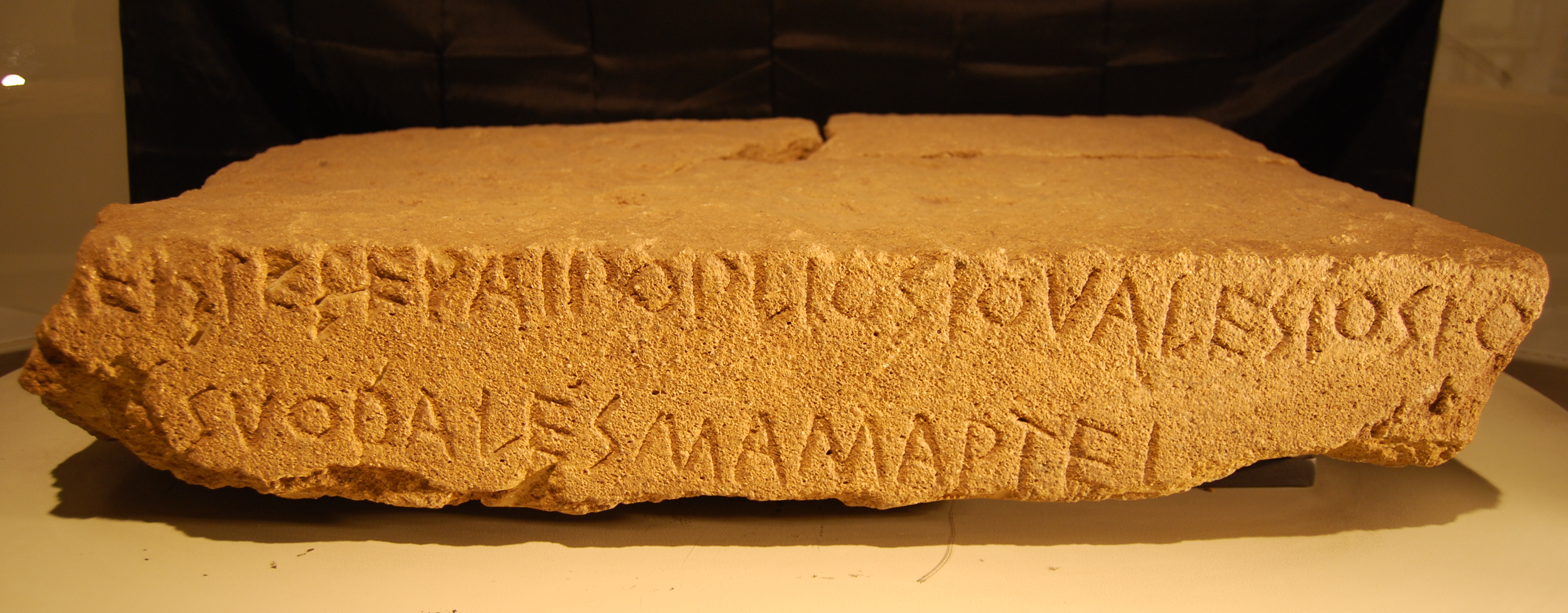
Lapis Satricanus

Il lapis Satricanus ("pietra di Satrico") è un'iscrizione incisa su una pietra giallastra rinvenuta a Satricum (oggi località Le Ferriere nel comune di Latina) nel Latium vetus, datata tra la fine del VI e gli inizi del V secolo a.C.. Oggi è conservata al Museo Nazionale Romano, alle Terme di Diocleziano.

## Descrizione
Il testo riportato è il seguente:
[---]+IEISTETERAI Popliosio Valesiosio / suodales Mamartei.
ovvero: "... posero di Publio Valerio / i compagni a Marte".
Si tratta della base di un donario, reimpiegato come blocco nelle fondamenta del tempio dedicato alla Mater Matuta, dove venne trovato nel 1977.
L'iscrizione è in latino arcaico, ovvero in un dialetto molto simile. Conserva un'antica desinenza in -osio per il genitivo singolare, corrispondente alla desinenza in i nel latino classico, e la forma raddoppiata in Mamars per il nome di Marte (Mars).
Il nome di Publio Valerio, citato nell'iscrizione, ha fatto pensare che si potesse trattare di Publio Valerio Publicola, primo console repubblicano, insieme a Lucio Giunio Bruto nel 509 a.C. Sebbene la città di Satrico non facesse ancora parte del territorio di Roma ai tempi del primo consolato, la pietra dell'iscrizione, reimpiegata in un'epoca successiva, potrebbe essere stata portata a Satrico da un altro luogo.
È vero che nel VI secolo a.C. i cognomina personali non erano ancora usati e che Publicola (protettore del popolo) è un cognomen parlante, ma Poplios cioè Publius, fu probabilmente alla base della più tarda ed errata invenzione annalistica di attribuzione del cognomen Publicola al console. In ogni caso, quand’anche nessuno possa essere certo che si tratti del console Publio Valerio Publicola degli inizi repubblicani o di un suo discendente, si tratta pur sempre di un solidissimo elemento, rafforzato anche dalla cronologia attribuibile alla base di pietra con seria plausibilità intorno al 500 a.C., al più tardi 450 a.C., e certamente precedente al rotacismo intervocalico come dimostra la forma Valesios. E’ davvero inequivocabile il valore del documento ai fini dell’identificazione di un leader politico legato a una consorteria di impronta militare data l’implicazione del culto di Marte (suodales Mamartei da intendersi plausibilmente come sodales martiales), assai aderente a quella figura consolare emergente dalla lettura tradizionale. In conclusione, l’iscrizione non si limita solo alla prova della storicità di Publio Valerio Publicola, ma conferma il ruolo di guida ricoperto dalla gens Valeria negli anni della difficile transizione dal regime monarchico a quello repubblicano consolare, che una tradizione anche indipendente dall’annalistica tramanda con costanza: Liv. 2.7.6: Consoli deinde qui superfuerat…arcem inexpugnabilem fieri.